# Source Music
Source Music (tiếng Hàn: 쏘스뮤직; RR: Ssoseu Myujik) là một công ty giải trí Hàn Quốc được thành lập vào năm 2009 bởi So Sung-jin. Nghệ sĩ hiện tại bao gồm nhóm nhạc nữ Le Sserafim. Công ty trước đây từng quản lý nghệ sĩ solo Kan Mi-youn, nhóm nhạc nữ Glam và GFriend.

## Lịch sử

### 2009–2014

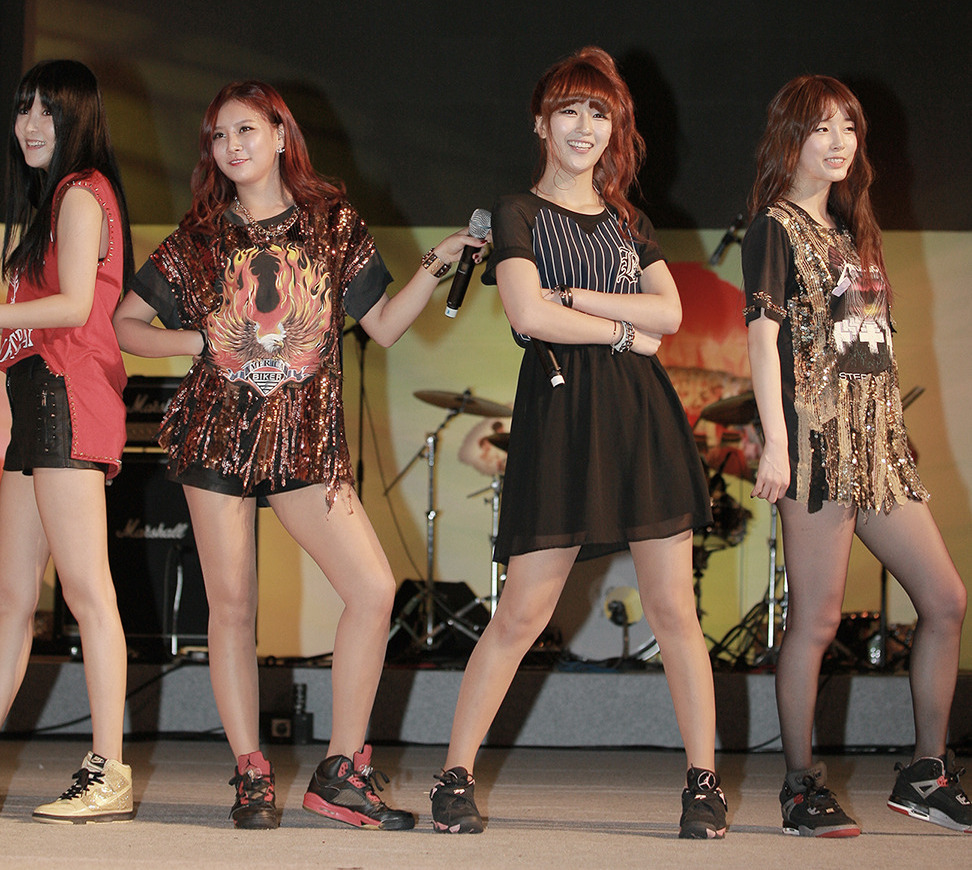
Glam ra mắt vào năm 2012 và tan rã vào năm 2015 do vụ bê bối tống tiền của Dahee.

Source Music được thành lập vào ngày 17 tháng 11 năm 2009, bởi So Sung-jin, người từng là quản lý của SM Entertainment và là chủ tịch kiêm giám đốc điều hành của H2 Entertainment. Năm 2010, nghệ sĩ đầu tiên của công ty là nữ nghệ sĩ solo Kan Mi-youn (cựu thành viên của Baby Vox) phát hành đĩa đơn kỹ thuật số đầu tiên của cô mang tên "Going Crazy". Video âm nhạc có sự tham gia của Lee Joon và Mir từ MBLAQ. Bài hát đạt vị trí số 11 trên bảng xếp hạng âm nhạc Gaon của Hàn Quốc.
Năm 2012, Glam được thành lập dưới sự hợp tác của Source Music và Big Hit Entertainment. Nhóm bao gồm thành viên Dahee, Trinity, Zinni, Miso và Jiyeon. Sau khi Trinity rời nhóm, nhóm tiếp tục hoạt động với 4 thành viên. Nhóm hoạt động cho đến năm 2014 và chính thức tan rã vào tháng 1 năm 2015, sau khi Dahee bị kết án 1 năm tù vì tống tiền nam diễn viên Lee Byung-hun.

### 2015–2019

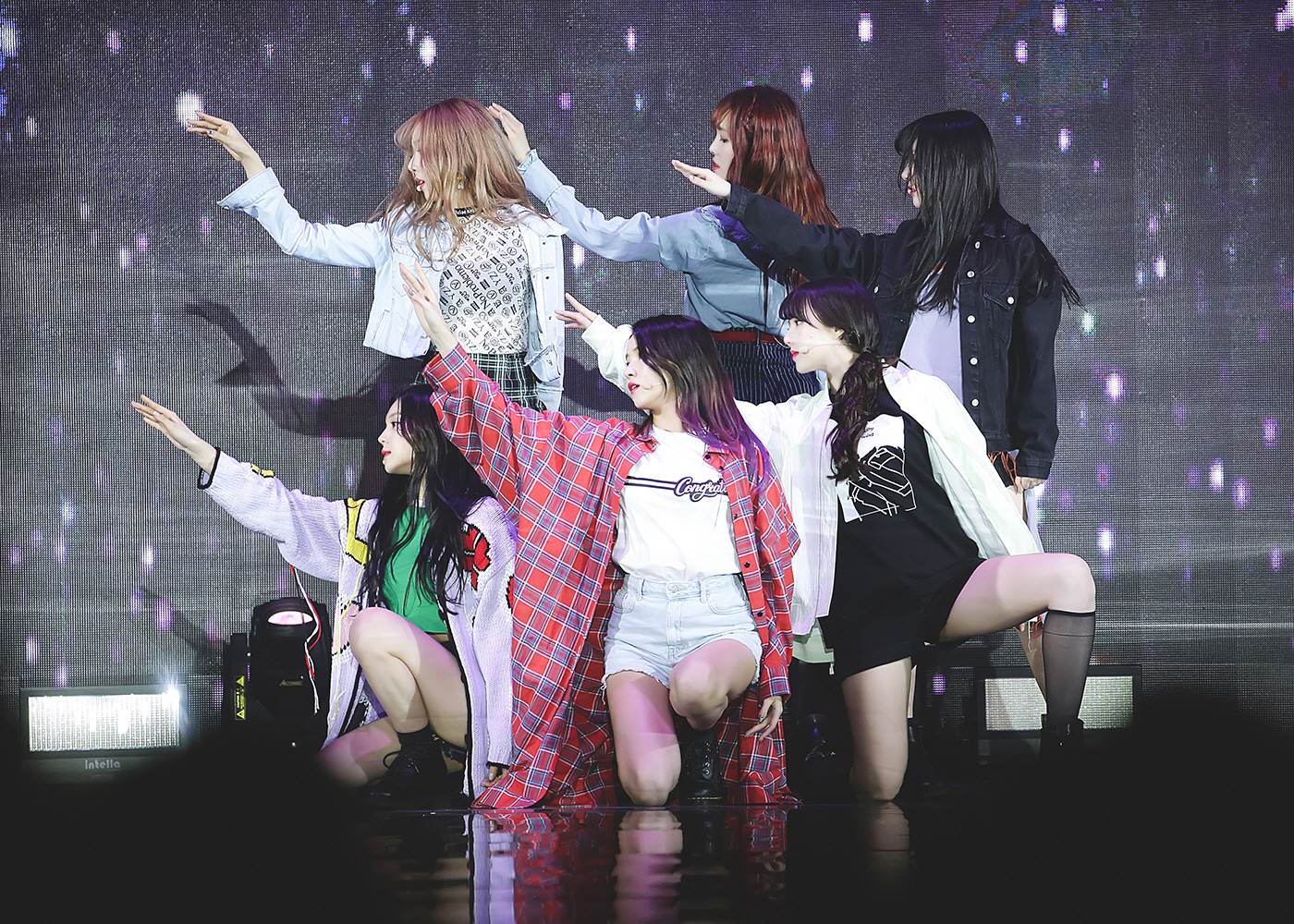
GFriend tại Asia Model Awards vào tháng 5 năm 2018.

Năm 2015, GFriend được thành lập. Nhóm bao gồm thành viên Sowon, Yerin, Eunha, Yuju, SinB và Umji. Nhóm ra mắt với mini album đầu tay Season of Glass vào ngày 15 tháng 1 năm 2015.

### 2019–nay
Tháng 7 năm 2019, Hybe Corporation (trước đây là Big Hit Entertainment) mua lại Source Music, đưa công ty trở thành công ty con trực thuộc Hybe Labels, một bộ phận của Hybe Corporation. Ngày 22 tháng 3 năm 2021, Source Music cũng như các công ty con khác trực thuộc Hybe Labels chuyển đến trụ sở mới tại Yongsan Trade Center ở quận Yongsan, trụ sở mới của Hybe Corporation. Ngày 31 tháng 3 năm 2021, trang web chính thức của Source Music thay đổi địa chỉ của công ty thành tòa nhà mới ở Yongsan, Seoul.
Sau khi hoàn thành hợp đồng 6 năm, tất cả các thành viên của GFriend rời công ty vào ngày 22 tháng 5 năm 2021.
Ngày 14 tháng 3 năm 2022, cựu thành viên Miyawaki Sakura và Kim Chae-won của Iz*One ký hợp đồng độc quyền với Source Music và ra mắt với tư cách là thành viên của Le Sserafim vào ngày 2 tháng 5 với mini album đầu tay Fearless.
Ngày 13 tháng 4 năm 2022, Ủy ban Bảo vệ Thông tin Cá nhân Hàn Quốc yêu cầu Source Music nộp phạt 3 triệu KRW vì vi phạm đạo luật bảo vệ thông tin cá nhân sau khi để lộ thông tin cá nhân cho bên thứ ba cũng như không bảo vệ thông tin cá nhân. Năm 2021, Source Music từng sử dụng Google Forms nhằm hoàn trả phí thành viên cho câu lạc bộ người hâm mộ của GFriend và thông tin cá nhân của 22 người tham gia đã bị rò rỉ do biểu mẫu được thiết lập không đúng cách.

## Nghệ sĩ

### Nhóm nhạc
- Le Sserafim

## Cựu nghệ sĩ
- MI.O
- Kan Mi-youn (2009–2014)
- Eden Beatz
- 8Eight (2009–2014, đồng quản lý bởi Big Hit Music)
- Glam (2012–2015, đồng quản lý bởi Big Hit Music)[20]
- GFriend (2015–2021)[21]